# Taenaris hyginus
Taenaris hyginus är en fjärilsart som beskrevs av Brooks 1950. Taenaris hyginus ingår i släktet Taenaris och familjen praktfjärilar. Inga underarter finns listade i Catalogue of Life.